# Georg Preidler
Georg Preidler (Graz, 17 giugno 1990) è un ex ciclista su strada austriaco. Scalatore, professionista dal 2012, nel 2019 è stato sospeso per quattro anni, fino al 4 marzo 2023, per violazione dei regolamenti antidoping.

## Carriera
Georg Preidler inizia la sua carriera da Under-23 del 2010, nella file della squadra austriaca Continental R.C. Arbö-Gourmetfein-Wels. Nel 2011 passa al Tyrol Team: in aprile si aggiudica la vittoria finale al Toscana-Terra di ciclismo, corsa inserita nel programma della Coppa delle Nazioni U23 UCI, e il successo al Gran Premio Palio del Recioto, classica per Under-23 del calendario UCI Europe Tour.
Passa professionista all'inizio del 2012 con il Team Type 1-Sanofi, sodalizio Professional Continental statunitense, ma in stagione non va oltre il terzo posto al Gran Premio del Canton Argovia, in Svizzera. L'anno dopo si trasferisce tra le file del team World Tour Argos-Shimano, partecipando alla sua prima Vuelta a España e alla prova in linea Elite dei campionati del mondo in Toscana.
Nel 2015 è campione nazionale a cronometro. Nel 2016 partecipa al Giro d'Italia, al Tour de France e ai Giochi olimpici di Rio de Janeiro, gareggiando sia nella prova in linea che in quella a cronometro. Nel 2018 passa alla francese Groupama-FDJ.
Nel marzo 2019, durante le indagini della Polizia austriaca nell'ambito dell'operazione antidoping "Aderlass", ammette di essersi sottoposto a due autoemotrasfusioni; licenziato immediatamente dalla Groupama, nel giugno seguente, insieme a Stefan Denifl, viene squalificato dall'Agenzia antidoping austriaca per quattro anni, fino al 4 marzo 2023.

## Palmarès
- 2011 (Tyrol Team, due vittorie)

Classifica generale Toscana-Terra di ciclismo
Gran Premio Palio del Recioto
- 2015 (Team Giant-Alpecin, una vittoria)

Campionati austriaci, Prova a cronometro
- 2017 (Team Sunweb, una vittoria)

Campionati austriaci, Prova a cronometro
- 2018 (Groupama-FDJ, due vittorie)

Campionati austriaci, Prova a cronometro
6ª tappa Tour de Pologne (Zakopane > Bukowina Resort)

### Altri successi
- 2013 (Argos-Shimano)

Classifica scalatori Étoile de Bessèges
- 2017 (Team Sunweb)

Classifica scalatori Vuelta a Andalucía

## Piazzamenti

### Grandi Giri
- Giro d'Italia

2014: 27º
2016: 26º
2017: 71º
2018: 29º
- Tour de France

2015: 87º
2016: 56º
- Vuelta a España

2013: 36º
2018: ritirato (11ª tappa)

### Classiche monumento
- Milano-Sanremo

2012: 137º
- Liegi-Bastogne-Liegi

2012: ritirato
2015: 47º
- Giro di Lombardia

2013: ritirato
2014: 82º

### Competizioni mondiali
- Campionati del mondo

Melbourne 2010 - In linea Under-23: 24º
Copenaghen 2011 - In linea Under-23: 43º
Limburgo 2012 - In linea Under-23: 53º
Toscana 2013 - In linea Elite: ritirato
Ponferrada 2014 - In linea Elite: 68º
Richmond 2015 - Cronosquadre: 5º
Richmond 2015 - In linea Elite: ritirato
Doha 2016 - Cronosquadre: 7º
Innsbruck 2018 - Cronometro Elite: 36º
Innsbruck 2018 - In linea Elite: ritirato
- Giochi olimpici

Rio de Janeiro 2016 - In linea: 44º
Rio de Janeiro 2016 - Cronometro: 16º